# SAME Atlanta 45
Le SAME Atlanta 45 est un tracteur agricole sur roues produit par le constructeur italien SAME de 1968 à 1975. Il succède au modèle simplement dénommé Atlanta de 1965.  
Il dispose d'un moteur diesel SAME DA 954V à 4 cylindres en V de 3,4 litres de cylindrée, à injection directe, refroidi par air développant une puissance de 44 et 55 Ch. 
Sa vitesse maximale est de 25,5 km/h.
Ce modèle est disponible en version simple traction et double traction DT.